# Castianeira zetes
Castianeira zetes là một loài nhện trong họ Corinnidae.
Loài này thuộc chi Castianeira. Castianeira zetes được Eugène Simon miêu tả năm 1897.